# Новонаришево
Новонари́шево (рос. Новонарышево, башк. Яңы Нарыш) — присілок (в минулому селище) у складі Туймазинського району Башкортостану, Росія. Входить до складу Верхньотроїцької сільської ради.
Населення — 168 осіб (2010; 119 у 2002).
Національний склад:
- башкири — 46 %
- чуваші — 33 %